# Una vida de héroe

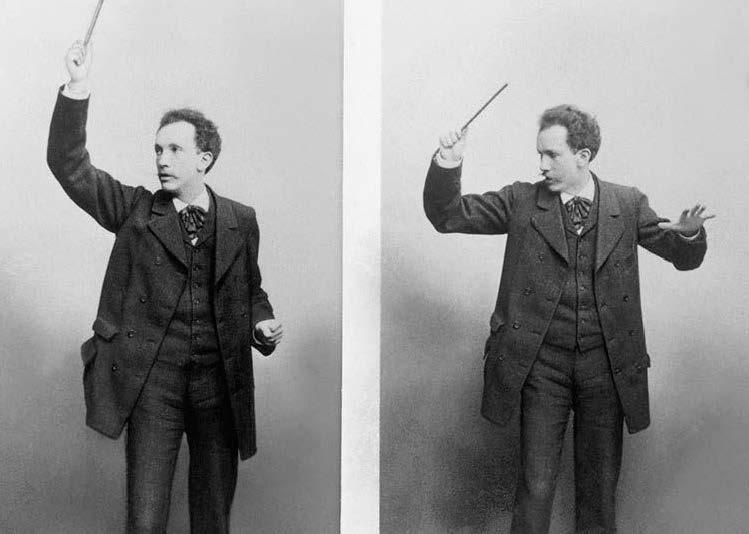
Strauss dirigiendo en 1900

Una vida de héroe, op. 40 (título original en alemán Ein Heldenleben) es un poema sinfónico compuesto por Richard Strauss en 1898. La obra constituye el inicio del periodo más maduro de las composiciones del autor en este género. Está dedicada al director de orquesta holandés Willem Mengelberg y a su Orquesta del Concertgebouw de Ámsterdam. Sin embargo, la obra fue estrenada el 3 de marzo de 1899 con el propio Strauss dirigiendo a la Museumsorchester de Fráncfort.

## Estructura
Una vida de héroe es una composición para gran orquesta, con una duración aproximada de unos 45 minutos, y que se ejecuta sin interrupción, pese a que está compuesta de varias partes con títulos descriptivos:
1. Der Held (El Héroe)
2. Des Helden Widersacher (Los adversarios del Héroe)
3. Des Helden Gefährtin (La compañera del Héroe)
4. Des Helden Walstatt (El campo de batalla del Héroe)
5. Des Helden Friedenswerke (Las obras de Paz del Héroe)
6. Des Helden Weltflucht und Vollendung (La retirada del mundo y la consumación del Héroe)

Para su composición, Strauss empleó la técnica wagneriana del leitmotiv, aunque integrándola como elementos temáticos dentro de una estructura sinfónica de sonata con rondó.

## Análisis

### 1. El héroe
El tema del héroe, que se toca por primera vez al unísono por los cornos los violonchelos y las violas, con su melodía que asciende rápidamente recuerda el tema de apertura de la tercera sinfonía de Ludwig van Beethoven (Eroica): La tríada en mi bemol mayor cubre casi cuatro octavas y es apoyada por los cornos recogidos en paralelo a lo largo del tema. Un tema lírico contrastante aparece por primera vez en si mayor en las cuerdas altas y los vientos, seguido de un segundo motivo heroico enmarcado por una cuarta que desciende gradualmente. Las señales de trompeta anuncian la partida del héroe a sus aventuras con un séptimo acorde dominante, seguido de una pausa general inesperada y dramática, el único período prolongado de silencio en toda la obra.

### 2. Los adversarios del héroe
Los oponentes aparecen en forma de chillidos y gruñidos cromáticos y atonales de vientos de madera y metal, comenzando con la flauta. Varios motivos en registros y timbres contrastantes crean la impresión sónica de mezquindad y burlas intrusivas.
Se rumorea que estos oponentes retratados sarcásticamente son los críticos de Strauss del siglo XIX, como el musicólogo vienés Eduard Hanslick, quien aparece en la partitura como un leitmotiv inimitable de cuatro notas de la tuba tenor y contrabajo en paralelo de quintas. Solo el tema del héroe mismo puede silenciar a los adversarios, aunque solo sea por un breve momento.

### 3. La compañera del héroe
Un violín solo asume el papel de acompañante con una delicada melodía. En una cadencia detallada, que el compositor proporcionó con instrucciones detalladas de ejecución en la partitura como un recitativo, el violín presenta un nuevo material motivador. En alternancia, la sección de cuerdas bajas, viento de madera y metal introduce un tercer motivo de héroe expansivo en breves interjecciones. En este punto el violín ya señala brevemente un tema que ocupa mucho espacio en la última sección de la pieza. Siguiendo la cadencia del violín, el nuevo material se fusiona en un episodio tonal que comienza en sol bemol mayor: el héroe ha encontrado su voz romántica, se instala en un sentimiento de felicidad. En medio de un silencio somnoliento, se escuchan breves fragmentos del motivo del adversario. Un nuevo motivo de fanfarria de trompetas detrás de escena, repetido por la orquesta, presagia el comienzo de la batalla: sus seguidores convocan al héroe.
Estas tres secciones introductorias forman una exposición elaborada con las características de una sinfonía de múltiples movimientos, especialmente en lo que respecta al contraste entre atmósfera y tempo. El resto de la obra incluye el desarrollo, la recapitulación y la coda, con material temático adicional que se introduce ocasionalmente.

### 4. El culto del héroe
En este primer desarrollo detallado de la obra, la percusión simboliza el avance de los ejércitos, mientras que las señales de trompeta en el primer pasaje de la pieza, anotadas en tiempo de 3/4, llaman a la batalla, una extraña variación sobre el primer tema del "adversario". La disputa continúa en forma de un desarrollo trágico de los motivos y temas previamente introducidos. Con dulces melodías, los violines recuerdan al héroe que la amada anhela su regreso. Una serie de explosiones de fanfarrias fuertes y técnicamente exigentes indican que la batalla ha llegado a un punto de inflexión, mientras que la música se acerca a un clímax armónico en sol bemol mayor y la clave relacionada de mi bemol menor. La percusión impregna todo el movimiento, lo que forma una representación eficiente de la lucha viva. Al final, el tema del héroe se impone a los adversarios que se retiran apresuradamente en un “tapiz” compositivo sin precedentes del conflicto. La victoria está ahora representada (de nuevo en 4/4) en una recapitulación modificada del tema del héroe como al principio de la pieza, pero esta vez con una melodía majestuosa que se repite constantemente en corcheas. Aparece un nuevo tema tonal en las trompetas; su desarrollo detallado conduce a la siguiente sección.

### 5. Las obras de paz del héroe
La victoria del héroe se celebra con temas de obras anteriores de Strauss, incluidas las bromas divertidas de Till Eulenspiegel, Macbeth, Así habló Zarathustra, Don Juan (el primer tema que aparece aquí), Don Quijote y muchas otras obras de Strauss, tanto poemas sinfónicos como canciones. Unas pacíficas melodías ascendentes conducen a la última sección aliviando el malestar que se está acumulando en nuestro héroe.

### 6. La huida del héroe del mundo y la perfección.
Aparece otro motivo nuevo, que comienza con una tríada que desciende rápidamente en Mi mayor que introduce un nuevo desarrollo en el tema del héroe: un lamento tocado por el arpa, el fagot, el corno inglés y las cuerdas. Las primeras obras del héroe aparecen aquí como contrapunto. Al liberarse de los pensamientos y valores mundanos, el héroe imagina aventuras nuevas, más grandes y extraordinarias y se esfuerza por liberarse de sus miedos. La reaparición del motivo anterior "Hanslick" introduce un episodio de agitato cuando el héroe recuerda las batallas de su pasado solo para ser reconfortado por su compañera. A esto le sigue un interludio claramente pastoral con corno inglés, que recuerda la obertura de Wilhelm Tell de Rossini. La tríada descendente aparece ahora lentamente, cantabile, como cabeza de ese nuevo y pacífico tema en mi bemol mayor que antes se indicaba en la cadencia del violín. En una solemne variación final del motivo original del héroe, los instrumentos de viento entonan una fanfarria final para el héroe que se retira de la vida. Este pasaje puede verse como una transición al comienzo de otro poema sinfónico, Así habló Zaratustra, que a menudo se interpreta junto con Ein Heldenleben.

## Crítica
Numerosos críticos han calificado a Ein Heldenleben como una desvergonzada auto-glorificación del compositor. Desde esta perspectiva, Strauss aparece como un ególatra que se exagera a sí mismo como un héroe, mientras que su esposa es su fiel compañera y los críticos son ridiculizados con burlas agrias. Al menos el propio Strauss dijo que se consideraba un tema de investigación tan interesante como Nerón o Napoleón.
Es más concebible, sin embargo, que este autorretrato no se tome muy en serio, lo que admitió el propio Strauss. Le explicó a su amigo Romain Rolland: “No soy un héroe. Me falta la fuerza necesaria; No estoy hecho para la batalla. Prefiero retraerme, disfrutar de la paz y la tranquilidad…” Numerosos críticos han tomado el programa de la pieza al pie de la letra, mientras que otros sospechan que tiene ciertos rasgos autobiográficos.
En la introducción a su retrato de Bach, Peter Schickele explica que quería hacer para Bach "lo que Copland hizo para Lincoln, Tchaikovsky para los Pequeños Rusos y Richard Strauss para sí mismo".

## Instrumentación
| - 1 Flautín - 3 Flautas - 4 Oboes - 1 Corno inglés - 2 Clarinetes en si bemol - 1 Clarinete en mi bemol - 1 Clarinete bajo en si bemol - 3 Fagotes - 1 Contrafagot | - 8 Trompas en fa y en mi - 5 Trompetas en si bemol y mi bemol - 3 Trombones - 1 Tuba tenor en si bemol - 1 Tuba - Timbales - Bombo, Platillos, Triángulo, Caja, Tam-tam | - 2 Arpas - Violines I y II - Violas - Violonchelos - Contrabajos |

## Discografía selecta
Entre las numerosas grabaciones discográficas de esta página, considerada como una oportunidad para el lucimiento técnico y artístico de orquestas y directores, destacan las siguientes:
| - 1941 Richard Strauss / Bayerisches Staatsorchester - 1942 Willem Mengelberg / Orquesta del Concertgebouw - 1954 Fritz Reiner / Orquesta Sinfónica de Chicago (primera grabación en estéreo) - 1957 Karl Böhm / Staatskapelle Dresden - 1959 Herbert von Karajan / Orquesta Filarmónica de Berlín - 1959 Thomas Beecham / Royal Philharmonic Orchestra - 1969 John Barbirolli / Orquesta Sinfónica de Londres - 1970 Bernard Haitink / Orquesta del Concertgebouw - 1972 Rudolf Kempe / Staatskapelle Dresden | - 1974 Herbert von Karajan / Orquesta Filarmónica de Berlín - 1977 Karl Böhm / Orquesta Filarmónica de Viena - 1979 Sergiu Celibidache / Orquesta Sinfónica de la Radio de Stuttgart - 1992 Giuseppe Sinopoli / Staatskapelle Dresden - 1993 Carlos Kleiber / Orquesta Filarmónica de Viena - 2003 Christian Thielemann / Orquesta Filarmónica de Viena - 2003 Daniel Barenboim / Orquesta Sinfónica de Chicago - 2004 Mariss Jansons / Orquesta del Concertgebouw - 2005 Simon Rattle / Orquesta Filarmónica de Berlín |